# شاپورخوره

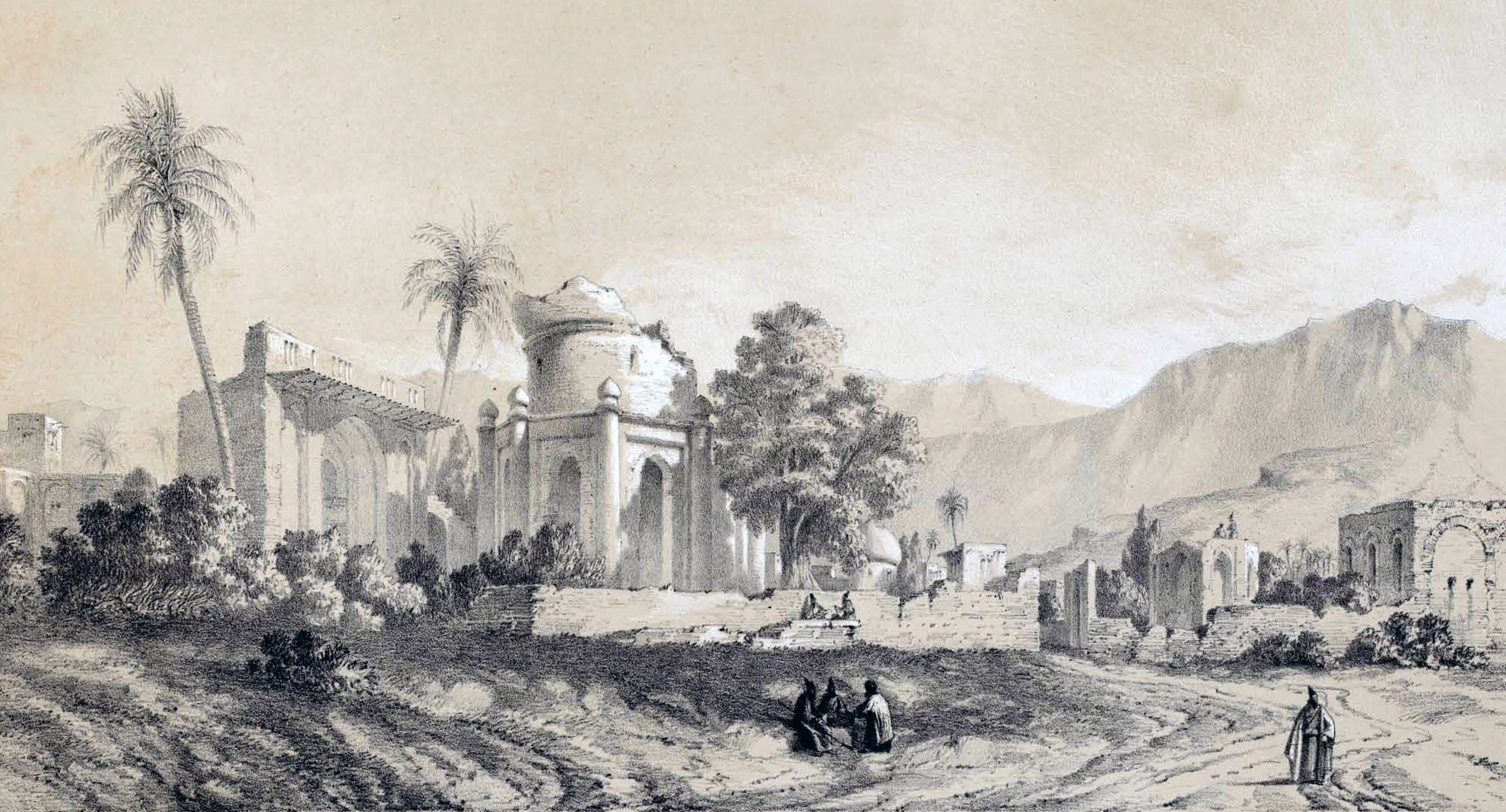
طرحی از بیشاپور در زمان محمدشاه قاجار، اثر اوژن فلاندن در کتاب "سفرنامه ایران" (Voyage en Perse)

شاپورخُرّه یا شاپورخُوَرّه، که معرب آن سابور خُره است، منسوب به شاپور پسر اردشیر پسر بابک است. کرسی این ولایت شهر شاپور بود و اصل این اسم بیشاپور است که غالباً شهرستان یعنی محل شهر یا کرسی و پایتخت نامیده می‌شد. اصطخری گوید: شهر شاپور از تأسیسات شاپور شاه است و به وسعت اصطخر است؛ ولی به‌هرحال بر آن برتری دارد، رفاه بیشتری در آن حکمفرماست و اهالی آن ثروتمندترند. شاپور از لحاظ کیفیت آبادترین و سبز و خرمترین ولایات فارس به حساب می‌آید. و حمدالله مستوفی گوید:
شاپور را «طهمورث دیوبند ساخت، و دین دار خواند. اسکندر رومی به وقت فتح فارس آنرا به کلی خراب گردانید و شاپوربن اردشیر بابکان از نو عمارت کرد و به نام خود آن را بیشاپور خواند.» مقدسی با اعجاب و تحسین فراوان آن را ولایتی محبوب می‌نامد و می‌گوید: «مرکز شاپور شهرستان است، این ولایت به کوهستان نزدیک است. شهری آباد، پرجمعیت و زیبا، سرزمین روغن‌های ذیقیمت است...»